# 新町 (新潟県佐渡郡)
新町（しんまち）は、かつて新潟県佐渡郡にあった町。

## 地理
- 島嶼：佐渡島

## 沿革
- 1889年（明治22年）4月1日 - 町村制施行に伴い雑太郡新町が町制施行し、新町が発足。
- 1896年（明治29年）4月1日 - 郡の統合により佐渡郡に所属[1]。
- 1901年（明治34年）11月1日 - 佐渡郡真野村、恋ヶ浦村、金丸村、川茂村（一部）と合併し、真野村を新設して消滅。